# 阿勒瓦特
阿勒瓦特（德語：Arlewatt）是德国石勒苏益格－荷尔斯泰因州的一个市镇。总面积5.57平方公里，总人口336人，其中男性188人，女性148人（2011年12月31日），人口密度60人/平方公里。